# 托马·布达
托马·布达（法語：Thomas Boudat，1994年2月24日—），法国男子自行车运动员，2014年世界场地自行车锦标赛男子全能赛金牌得主、2021年世界场地自行车锦标赛男子团体追逐赛银牌得主。